# ОШ „Влада Обрадовић Камени” Нови Београд
Основна школа „Влада Обрадовић Камени“ налази се у насељу Ледине на Новом Београду. Школа носи име по народном хероју Југославије, Влади Обрадовићу Каменом.

## Историјат
Основна школа „Влада Обрадовић Камени” основана је решењем Народног одбора Општине Нови Београд од 14. септембра 1961. године, а званично почела да ради 20. септембра исте године, под називом Основна школа „Ледине”. Почетком рада школе настава је организована од 1 до 6. разреда за 207 ученика, а реализовала су је девет учитеља и наставника. Први Школски одбор је оформљен 25. децембра 1961. године и имао је девет чланова. 
Број ученика се стално повећавао, тако да је до 1966. године нарастао до 521, што је највиши забележени број у постојању школе и што је овако малу школу натерало да рад организује у три смене за 17 одељења. Датума 15. априла 1966, школа је добила ново име, „Влада Обрадовић Камени”, по народном хероју из Доњег Срема.
Школа је од свог оснивања била отворена за сарадњу са другим школама, институцијама од значаја за образовање, установама културе, ђачким родитељима, локалном средином и заједницом, а све у циљу усавршавања и обогаћивања образовно васпитних задатака.

## О школи
Данас школа има 378 ученика, од 1 до 8. разреда распоређених у 18 одељења, једну хетерогену групу продуженог боравка и функционише на 1596 метара квадратних, инфраструктурно добро опремљених. Школа у свом саставу има и библиотеку, која ради у солидним условима као и продужени боравака за ученике.
ОШ „Влада Обрадовић Камени“ обухвата подручје новобеоградске општине Ледине. Насеље је веома разнолико по националној структури, па школу похађају деца српске, ромске и албанске популације.